# Ziemia łęczycka
Ziemia łęczycka (łac. Terra Lanciciensis) – kraina historyczna, stanowiąca część ziemi łęczycko-sieradzkiej. Także jednostka terytorialna średniowiecznego państwa polskiego i region etnograficzny, opisany przez Oskara Kolberga w jego monumentalnym dziele „Lud” w tomie „Łęczyckie”. 

## Położenie

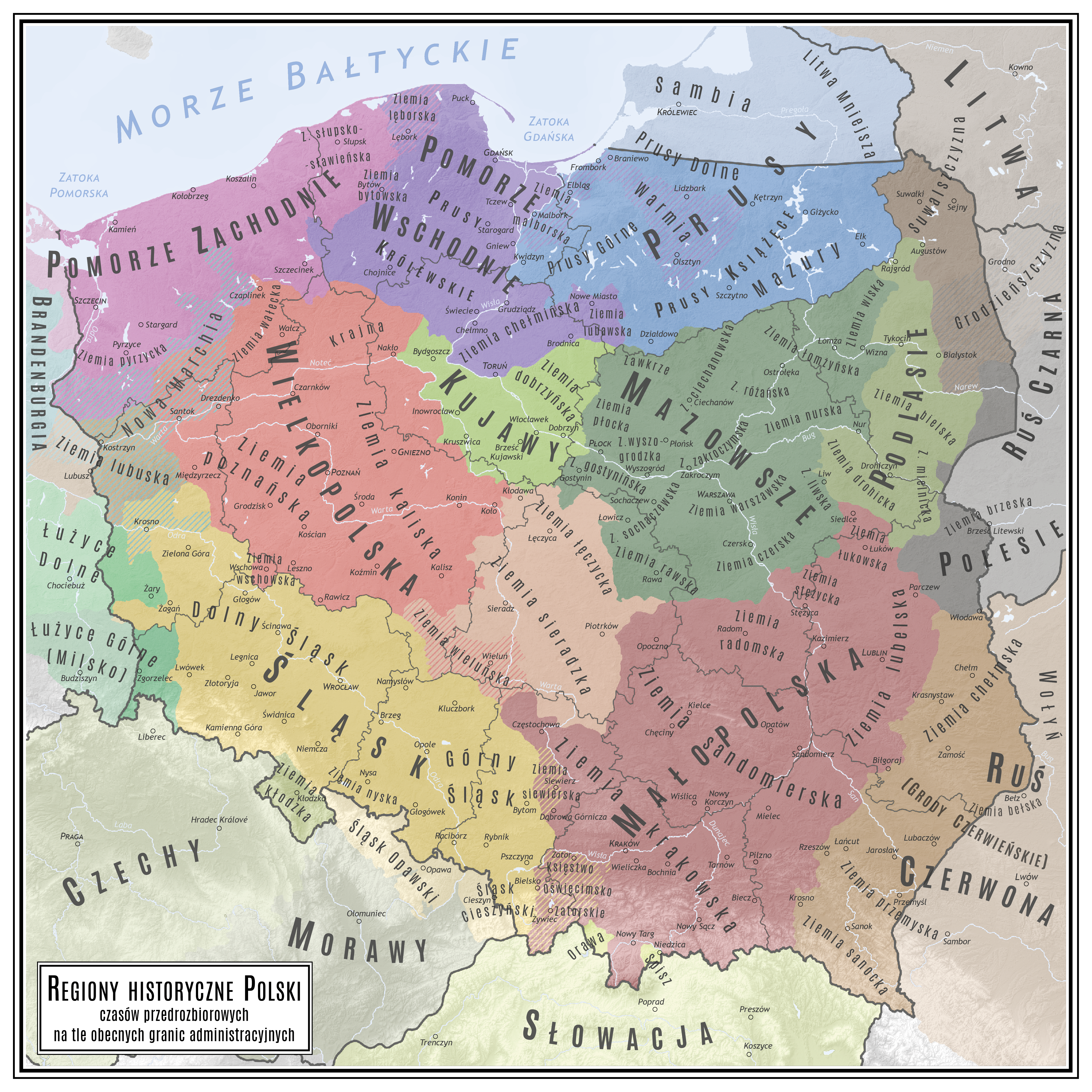
Ziemia łęczycka i inne krainy historyczne Polski na tle współczesnych granic administracyjnych

Ziemia łęczycka graniczy na północy z Kujawami, na zachodzie z Wielkopolską (ziemią kaliską), na południu i południowym zachodzie z ziemią sieradzką (granica przebiega na Nerze i Wolbórce), na południowym wschodzie z ziemią sandomierską (część Małopolski, granica przebiega na Pilicy) i z Mazowszem (ziemią rawską, ziemią sochaczewską, ziemią gostynińską) na północnym wschodzie.
W ziemi łęczyckiej leżą obecnie następujące powiaty i miasto na prawach powiatu:
- powiat łęczycki,
- powiat zgierski[a],
- powiat kutnowski[b],
- powiat poddębicki[c],
- powiat brzeziński[d],
- Łódź[e],
- powiat pabianicki[f],
- powiat łódzki wschodni[g],
- powiat tomaszowski[h],
- powiat łowicki[i],
- powiat gostyniński[j],
- powiat kolski[k].

## Historia
W początkach regionu największym jego miastem była Łęczyca. Od przełomu XI i XII w. do 1231, Łęczyca była stolicą prowincji łęczyckiej (jednej z ośmiu we wczesnopiastowskiej Polsce), obejmującej dzisiejszą ziemię łęczycką, ziemię sieradzką i trzy kasztelanie zapilickie (nadpilickie). Po śmierci Bolesława III Krzywoustego prowincja stała się oprawą wdowią jego żony, księżnej Salomei. Po jej śmierci (1144) prowincja stała się częścią dzielnicy senioralnej i przypadła Bolesławowi IV Kędzierzawemu. Prowincja łęczycka została przekształcona przez Kondrada I mazowieckiego w 1231 r. w księstwo łęczyckie, które istniało do 1352 r. W 1239 r. (lub 1243) księstwo utraciło kasztelanie zapilickie, a w 1264 r. z księstwa łęczyckiego zostało wydzielone księstwo sieradzkie. Ziemia łęczycka (okrojone księstwo łęczyckie) weszła w skład Królestwa Polskiego po jego zjednoczeniu przez Władysława I Łokietka. W latach 1352–1793 ziemia ta stanowiła odrębne województwo łęczyckie, które wchodziło w skład Prowincji Wielkopolskiej. Województwo dzieliło się na 3 powiaty ze stolicami w Łęczycy, Orłowie i Brzezinach. Województwo łęczyckie delegowało do Senatu aż 5 przedstawicieli. Byli to: wojewoda łęczycki, kasztelan łęczycki, oraz kasztelanii: inowłodzki, konarski i brzeziński. Obecnie w niemal w całości leży na obszarze województwa łódzkiego, niewielki obszar należy do województwa mazowieckiego (powiat gostyniński) i województwa wielkopolskiego (gmina Kłodawa i gmina Grzegorzew).

## Herb
Jan Długosz zawarł opis herbu ziemi łęczyckiej w XV-wiecznej kronice w tych słowach:

Lanciciensis terra que pro medietate clipei leonis rubei coronati in campo albo, et pro altera medietate medietatem aquile in campo rubeo, dorsis se invicem contingentibus portat.

Herb stanowiła tarcza herbowa dzielona w pas, gdzie w prawym srebrnym polu połulew czerwony i w lewym czerwonym polu połuorzeł srebrny razem ukoronowane.
Herb był używane następnie przez województwo łęczyckie. Obecnie do herbu nawiązuje jeden z elementów herbu województwa łódzkiego.

## Miasta
W ziemi łęczyckiej leżą następujące miasta:
| Lp. | Miasto              | Liczba mieszkańców | Dawny powiat         | Obecne województwo |
| --- | ------------------- | ------------------ | -------------------- | ------------------ |
| 1.  | Łódź                | 658 444            | brzeziński, łęczycki | łódzkie            |
| 2.  | Tomaszów Mazowiecki | 58 089             | brzeziński           | łódzkie            |
| 3.  | Zgierz              | 54 012             | łęczycki             | łódzkie            |
| 4.  | Kutno               | 41 231             | łęczycki             | łódzkie            |
| 5.  | Aleksandrów Łódzki  | 22 090             | łęczycki             | łódzkie            |
| 6.  | Konstantynów Łódzki | 19 161             | łęczycki             | łódzkie            |
| 7.  | Ozorków             | 18 259             | łęczycki             | łódzkie            |
| 8.  | Łęczyca             | 13 183             | łęczycki             | łódzkie            |
| 9.  | Koluszki            | 12 143             | brzeziński           | łódzkie            |
| 10. | Brzeziny            | 11 995             | brzeziński           | łódzkie            |
| 11. | Żychlin             | 7647               | orłowski             | łódzkie            |
| 12. | Poddębice           | 6853               | łęczycki             | łódzkie            |
| 13. | Kłodawa             | 5919               | łęczycki             | wielkopolskie      |
| 14. | Krośniewice         | 4047               | łęczycki             | łódzkie            |
| 15. | Rzgów               | 3442               | brzeziński           | łódzkie            |
| 16. | Stryków             | 3401               | brzeziński           | łódzkie            |
| 17. | Wolbórz             | 2275               | brzeziński           | łódzkie            |
| 18. | Dąbie               | 1727               | łęczycki             | wielkopolskie      |
| 19. | Piątek              | 1569               | łęczycki             | łódzkie            |
| 20. | Ujazd               | 1539               | brzeziński           | łódzkie            |
| 21. | Grabów              | 1003               | łęczycki             | łódzkie            |
| 22. | Dąbrowice           | 948                | łęczycki             | łódzkie            |
| 23. | Parzęczew           | 919                | łęczycki             | łódzkie            |
| 24. | Inowłódz            | 829                | brzeziński           | łódzkie            |